# 刘知新
刘知新（1928年4月—），男，河北定县人，中国化学教育家，曾任北京师范大学教授，中国化学会理事。